# Limnohalacarus inopinatus
Limnohalacarus inopinatus is een mijtensoort uit de familie van de Halacaridae. De wetenschappelijke naam van de soort is voor het eerst geldig gepubliceerd in 1987 door Fain & Lambrechts.